# Matilde I de Boulogne
Matilde I de Boulogne (en inglés: Mathilde; Boulogne-sur-Mer, c.1105 - Essex, 3 de mayo de 1152) fue condesa de Boulogne por derecho propio desde 1125 y reina de Inglaterra desde la ascensión al trono de su marido, Esteban de Inglaterra en 1135 hasta su muerte en 1152. Apoyó a Esteban en su lucha por el trono inglés contra su prima, la emperatriz Matilde. Desempeñó un papel inusualmente activo para una mujer de la época en que su marido fue capturado, y demostró ser una general eficaz que logró obligar a la emperatriz a liberar a Esteban. Según el acuerdo que puso fin a la guerra civil, los hijos de la reina no heredaron el trono inglés; sin embargo, sus tres hijos supervivientes gobernaron Boulogne por turnos como Eustaquio IV, Guillermo I y María I.
En 1125 se casó, en la abadía de Westminster, con Esteban de Blois, conde de Mortain y sobrino del rey Enrique I de Inglaterra. Poco después de su matrimonio, la abdicación de su padre Eustaquio III la convierte en condesa soberana de Boulogne, gobernando conjuntamente con su esposo.
A la muerte del rey Enrique I en 1135, Esteban logra proclamarse rey, convirtiéndose Matilde en reina de Inglaterra, brindándole a su esposo un valioso apoyo durante el periodo conocido como la anarquía inglesa que siguió por el enfrentamiento con la emperatriz Matilde, hija legítima del difunto rey y prima suya —las madres de ambas Matildes, Edith y María, eran hijas del rey Malcolm III de Escocia—.
En 1150 su esposo Esteban cesa en su cogobierno del condado de Bolougne, gobernando Matilde en solitario hasta 1151, cuando cede el condado a su hijo mayor, Eustaquio IV.

## Muerte
Murió en Castle Hedingham, el 3 de mayo de 1152, a los 47 años de edad, y fue sepultada en la abadía de Faversham.